# Tasov (Vysočina)
Tasov (in tedesco Tassau) è un comune della Repubblica Ceca situato nella regione di Vysočina, menzionato per la prima volta nel 1233. Si trovano una chiesa barocca consacrata a San Pietro e Paolo, risalente al XVIII secolo, ed alcune rovine di una fortezza gotica di Hrádek a ridosso del villaggio.

## Citazione
"Quando un ragazzino di sette anni intraprende il suo primo viaggio da solo verso il villaggio vicino che è difficilmente ad un'ora di cammino da casa sua, dopo anni può ancora sognare il suo viaggio come se sognasse una crociata in Terra Santa. L'orizzonte fisico dei suoi occhi diventerà sempre più ampio, come i cerchi sulla superficie di un lago in cui è caduto un idroplano da un migliaio di metri, ma il suo orizzonte spirituale rimarrà anche dopo anni nel centro che è chiamato terra natale. Questo centro rimarrà sempre il suo fulcro di Archimede ed anche il suo tallone d'Achille." (Jakub Deml, Il Saluto di Tasov, 1932)